# Systém sdílení kol

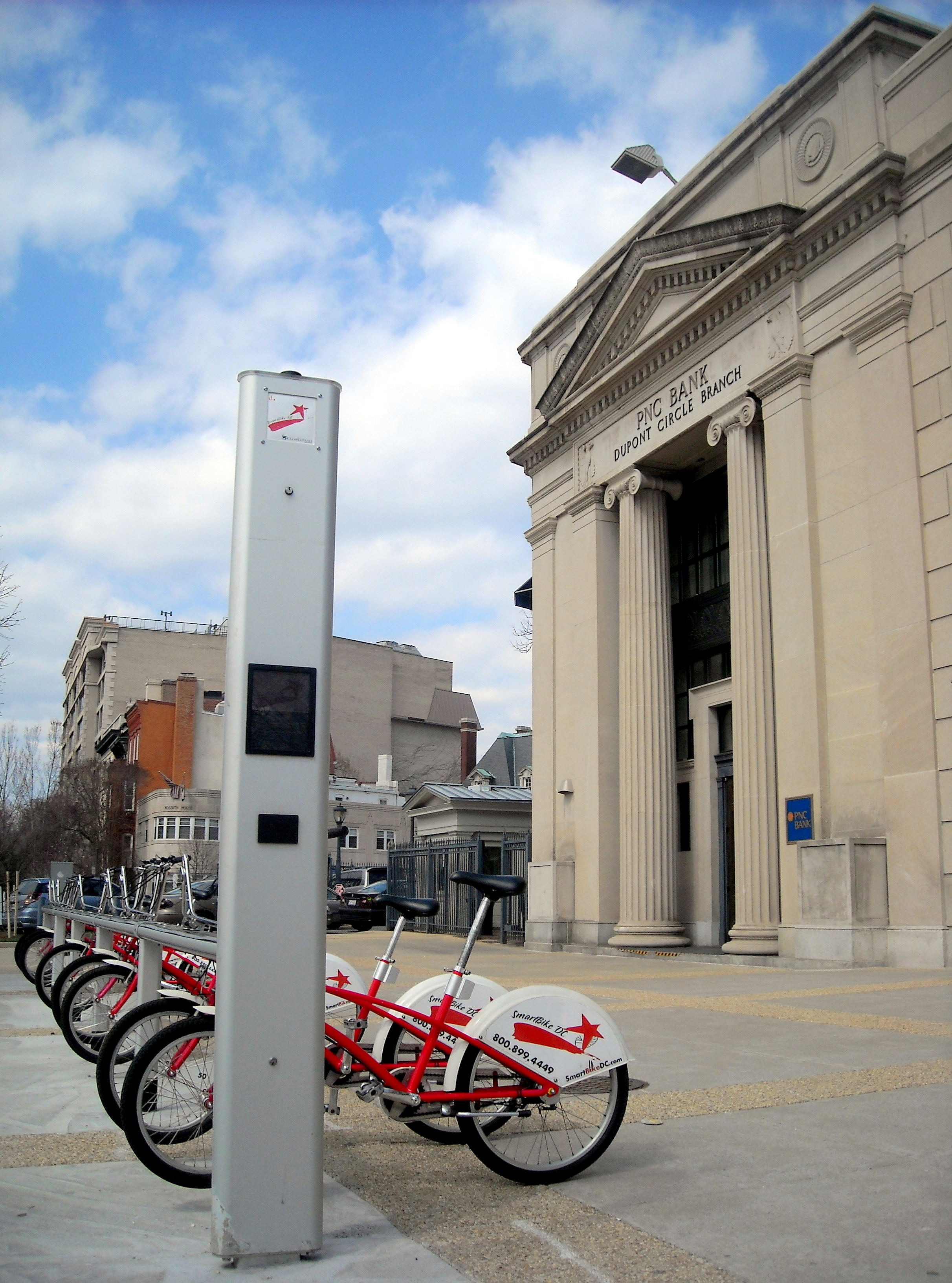
Systém SmartBike DC ve Washingtonu, Spojené státy americké

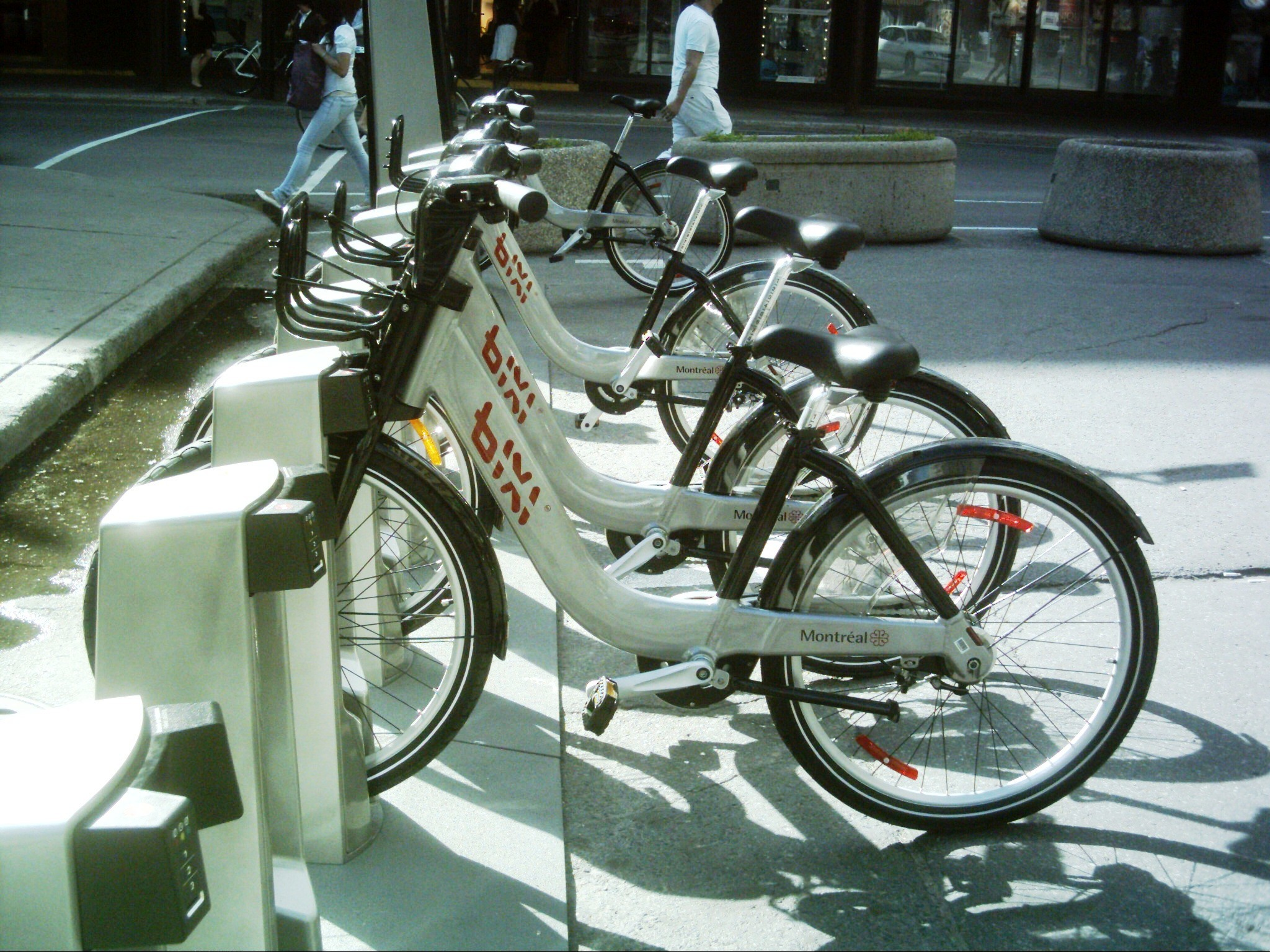
Bixi v kanadském Montrealu

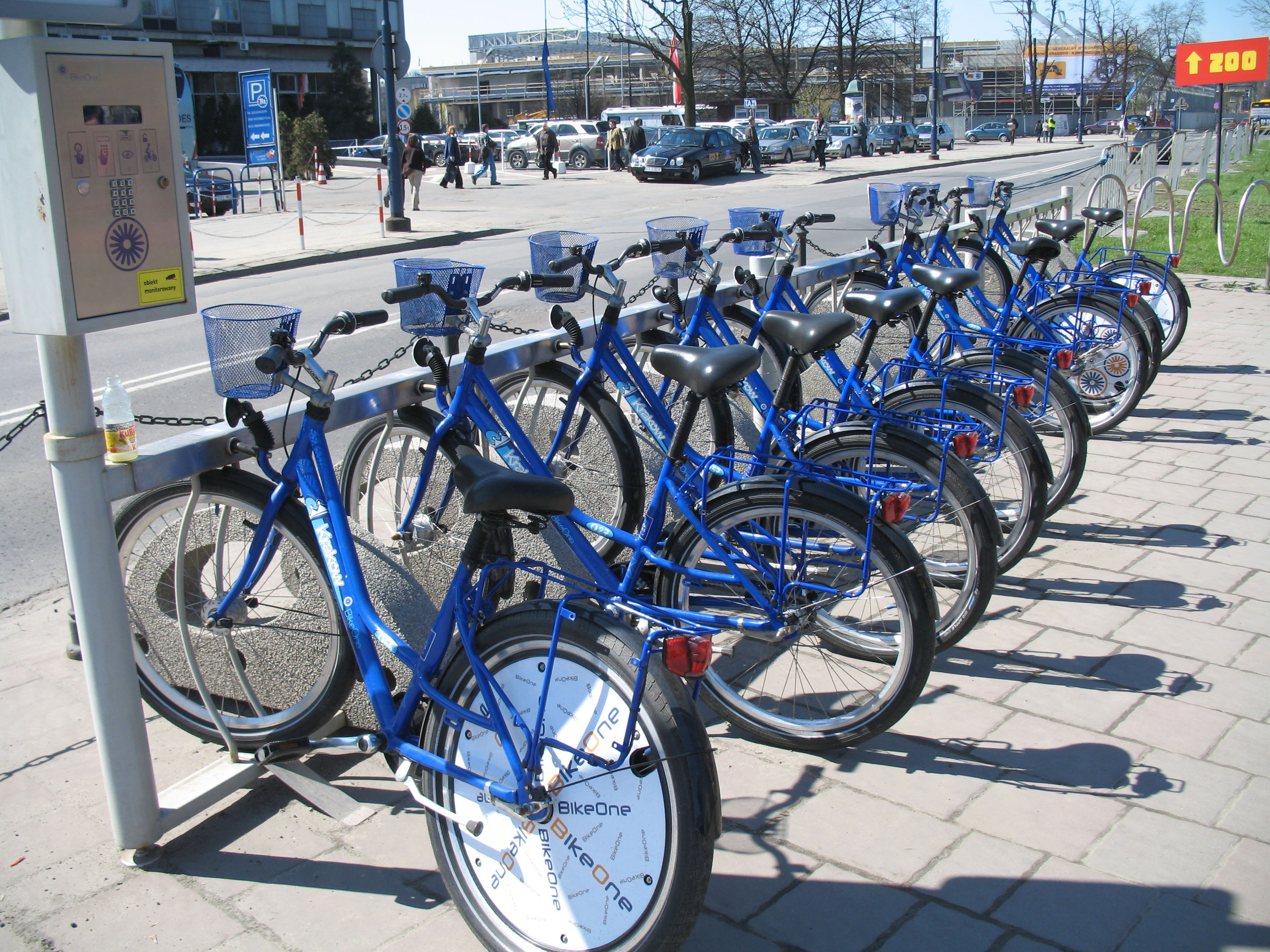
BikeOne v Krakově

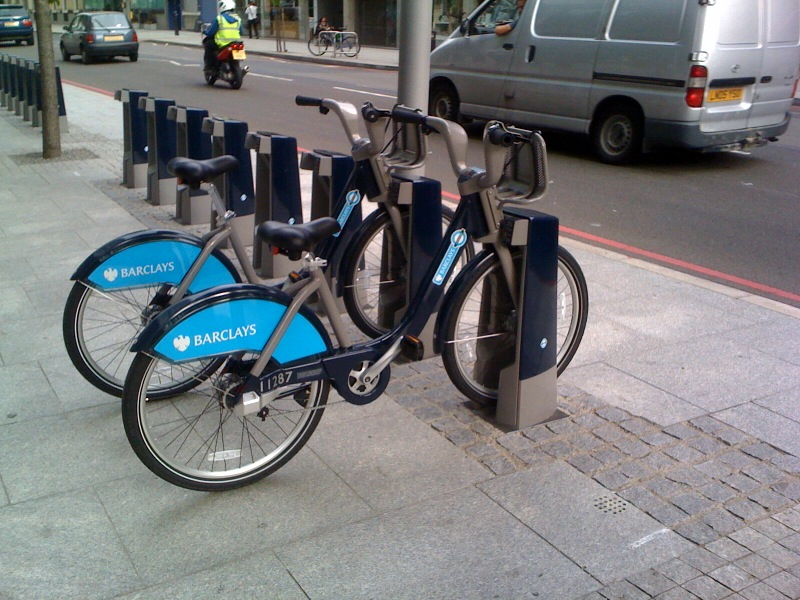
Barclays Cycle Hire v Londýně

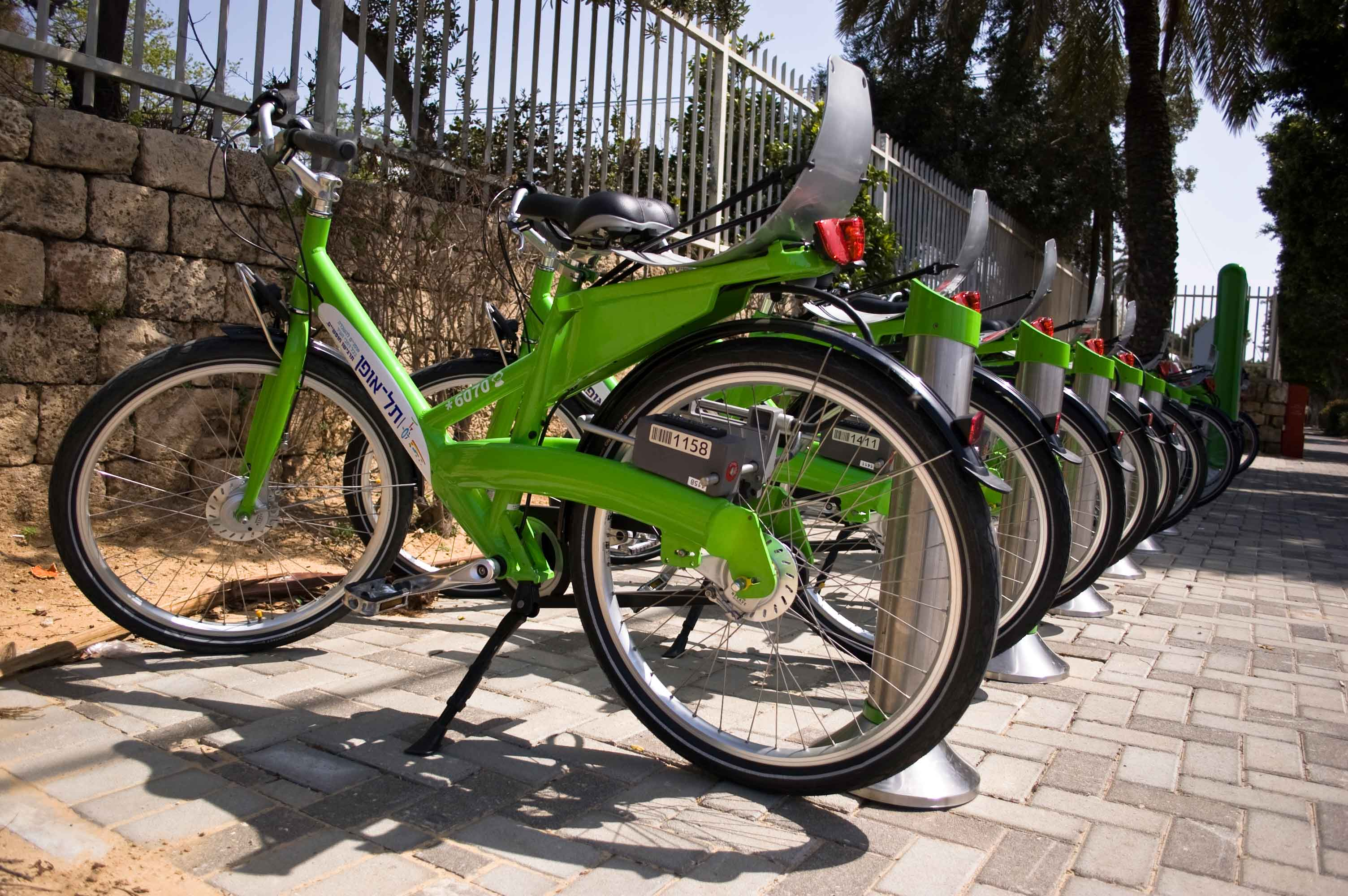
Tel-O-Fun v Tel Avivu

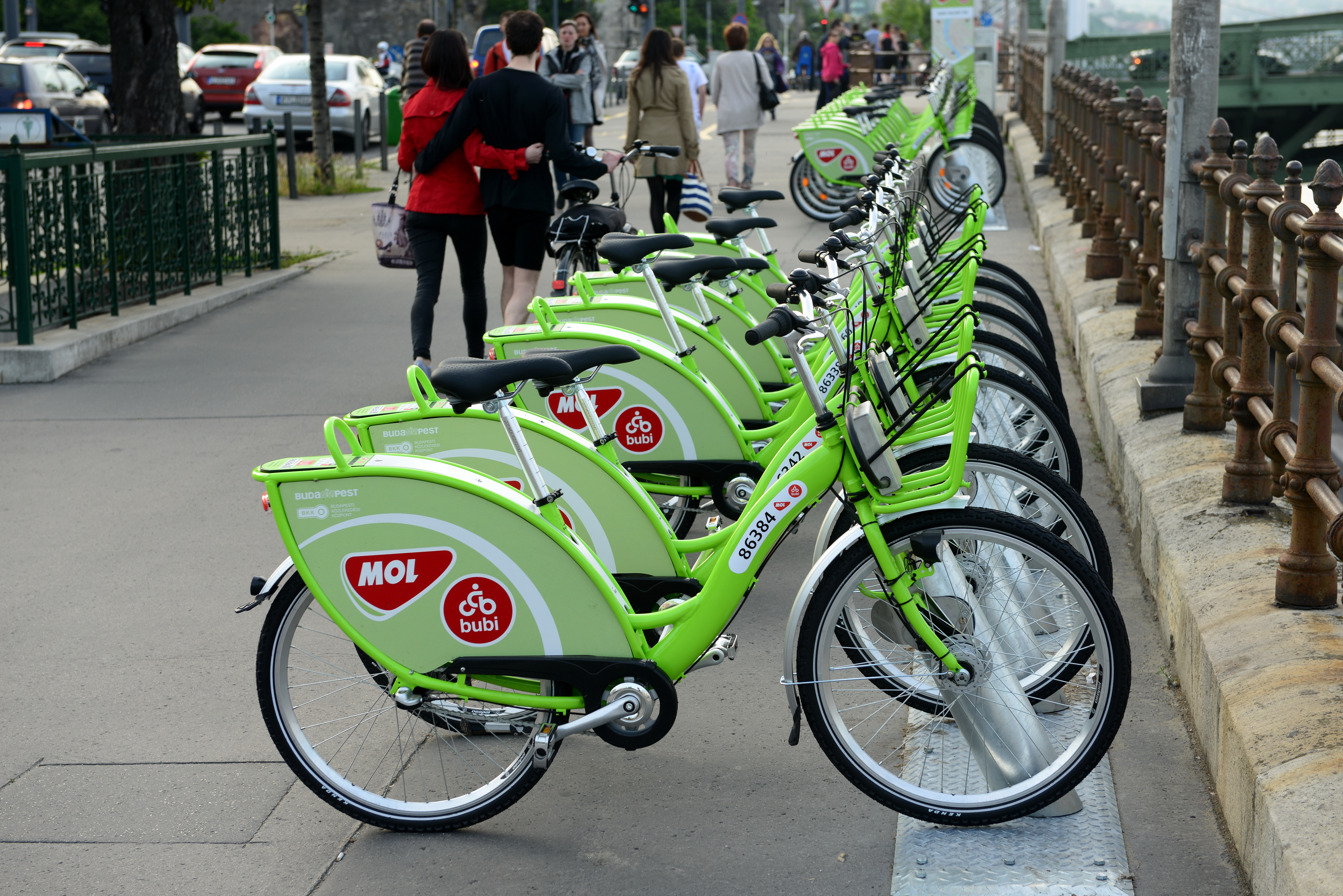
Budapešt

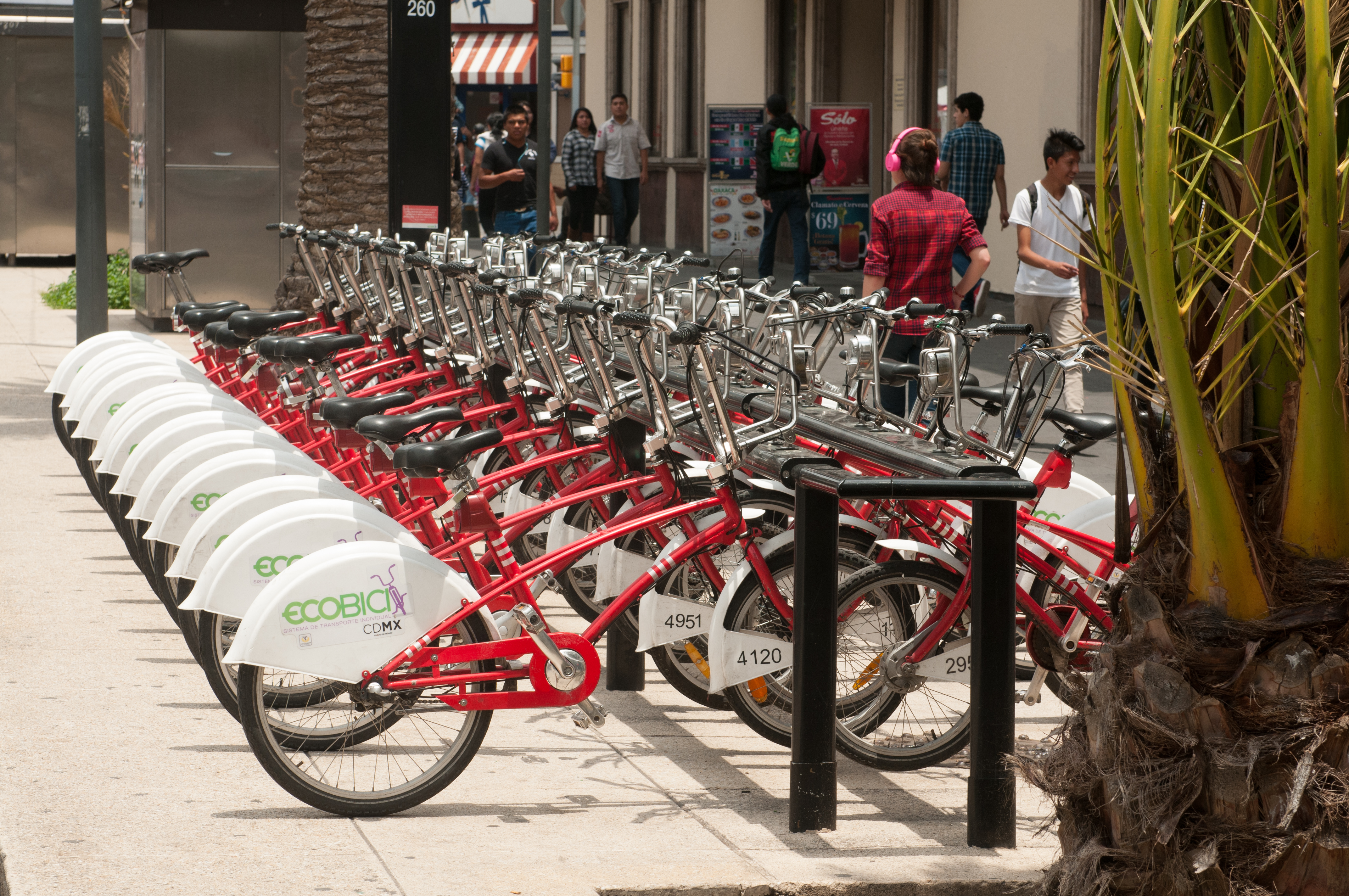
Mexico

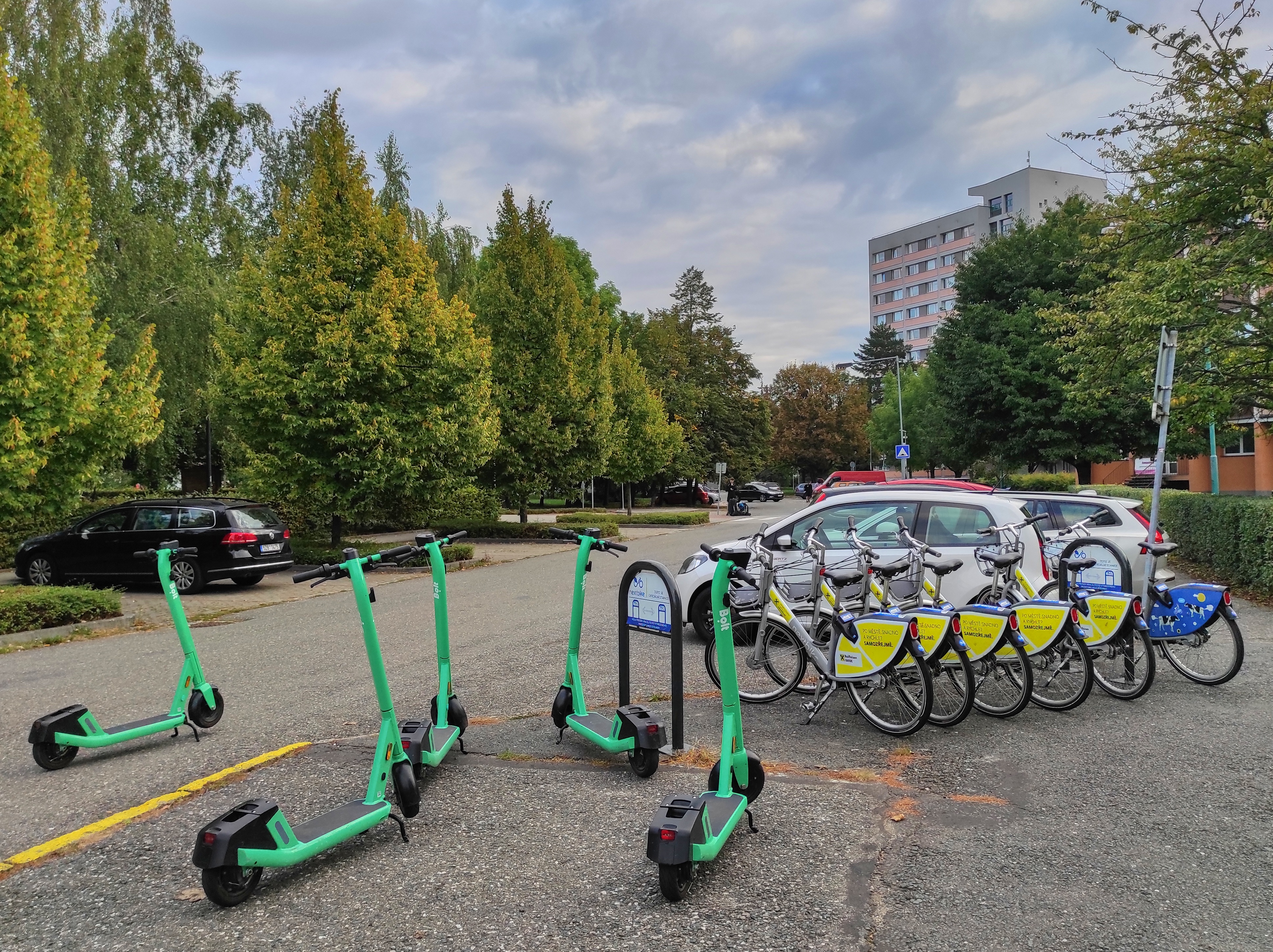
Kola Nextbike a koloběžky Bolt v Olomouci

Systém sdílení kol (v češtině také bikesharing) je systém půjčování jízdních kol, které si lze na jednom místě půjčit a na jiném vrátit. Nejčastěji se počítá s půjčováním kol ve městě pro dopravu na krátkou vzdálenost, respektive na krátký čas, existují ale i systémy regionální pro turistiku.
Mnoho systémů pro sdílení kol umožňuje lidem půjčit si kolo ze stojanů („doku“) a vrátit jej v jiném stojanu, který patří do stejného systému. Stojany jsou speciální v tom, že kolo uzamknou a elektronicky/počítačem uvolní. Uživatel zadá platební či přihlašovací údaje a počítač odemkne kolo. Uživatel vrací kolo tak, že jej umístí do stojanu, který je uzamkne na místě. Další a novější systémy jsou bez pevných stojanů.
Systém může využívat volně stojící a místem neomezovaná jízdní kola, která je možné půjčovat si a odkládat bez omezení (tzv. free-floatingový systém), dále systém virtuálních stojanů omezující prostor pro kola například do přesně vymezeného úseku ulice, systém automatických fyzických stanovišť – např. stojanů pro kola nebo síť půjčoven s obsluhou.
Provozovatelem může být samo město či region prostřednictvím své sítě veřejné dopravy či odděleně od ní, soukromá společnost provozující veřejnosti otevřený systém nebo může být systém provozován soukromou společností pro interní účely.
Přestože původně byla v rámci systémů zahrnuta pouze obyčejná jízdní kola, postupně došlo k rozšíření i o další typy mikromobility – elektrokola, elektrické koloběžky nebo autům podobná čtyřkolá vozítka. V některých případech pak dochází i k integraci se systémem sdílení automobilů a (elektrických) motocyklů.

## Historie
Systémy veřejných kol mají své kořeny v polovině 20. století v Evropě a jsou na vzestupu ve 21. století už v celém světě. Lze vymezit několik vývojových generací, které se všechny objevily v Evropě, Americe i Asii (uvedeny pouze evropské příklady):

### 1. generace – veřejná kola
Byla pořízena běžná kola městského typu jednotné barvy a dána k dispozici ve veřejném prostoru. Systém se potýkal s krádežemi a vandalismem.
- 1965 v Amsterodamu, Bílá kola (Witte fiets) – spojeno s hnutím Provo
- 1974 ve francouzském La Rochelle, Žlutá kola (Vélos Jaunes)
- 1993 v anglické Cambridge, Zelená kola (Green Bikes)

### 2. generace – kola na mince
Kola byla speciálně navržena do městského prostředí se zvýšenou odolností, měla reklamní plochy. Půjčovala se ze stanic podobně jako nákupní vozíky na mince z půjčovní stanice a provoz byl možný pouze ve vyhrazené části města pod hrozbou pokuty policie. Systém však přesto vykazoval krádeže a vandalismus.
- 1995 v Kodani (Bycyklen)
- 1996 v norském Sandnes (Bycykler)
- 2000 v Helsinkách (Citybikes)
- 2005 v dánském Aarhusu (Bycykel)

### 3. generace – automatizované systémy
Kolo je k dispozici po identifikaci elektronickou kartou ve stanici, kolo má čip.
- 1996 v anglickém Portmouthu (Bikeabout), pilotní projekt univerzitní půjčovny kol na magnetické karty, ukončen 1998[4]
- 1998 ve francouzském Rennes (Vélo à la carte), provozovaný reklamní společností Clear Channel France
- 2005 ve francouzském Lyonu (Vélo'v), provozovaný reklamní společností JCDecaux

### 4. generace – satelitní navigace, internet a mobilní telefon
On-line diagnostika kol i stanic. Kolo má palubní počítač a satelitní navigaci a mobilní komunikátor, dobíjí z dynama. Stanice má také mobilní komunikátor a solární zdroj elektřiny, nevyžaduje složité napojení na elektrickou síť. V některých systémech je možno je zanechat zamčené mimo stanici a jako volné ho lze najít přes mapu v mobilním zařízení či počítači.

### Bezstanicové systémy
Lze také systém chytrých stanic zcela opustit a technologii umístit výhradně na kolo. Touto cestou se vydává stále větší počet nově vznikajících bikesharingových systémů. Zásadní výhodou je radikální snížení nákladů na část provozu díky eliminaci nutnosti budování a údržby pevných stanic a současně možnost lépe vykrývat reálnou poptávku. Absence místa určeného k odkládání může být především v městech s málo rozvinutou infrastrukturou pro cyklisty problémem díky problematickému parkování kol na nevhodných místech, případně odpor obyvatel k "nekontrolované privatizaci" veřejného prostoru. Vedle úplné absence stanic je možné i kompromisní řešení "virtuálních stojanů" bez fyzické podoby vyznačujících pouze v mapové aplikaci místa určená k odkládání kol. Variantně může být ve vymezeném prostoru umístěn i levný stojan systému nevybavený vlastní technologií.

## Koncepce a ekonomika

### Provozovatel systému
Provozovateli městských systémů jsou v některých případech organizace přímo kontrolované velkými městy, které je zahrnují do systému městské hromadné dopravy coby doplňkové řešení zejména pro dopravní obslužnost v centrech měst. Sdílení kol má přispět k jejich atraktivnosti městotvornými vlastnosti: pohyb blízký chůzi, snížení záboru prostoru oproti motorové dopravě a pozitivní ekologické faktory jako nulové znečištění hlukem i zplodinami, zlepšení fyzické kondice uživatelů a také zvýšení bezpečnosti provozu a snížení nehodovosti. Zhruba od roku 2015 se začaly ve větší míře rozvíjet systémy provozované soukromými subjekty. Tento typ bikesharingu se v první fázi uchytil především v Číně, odkud následně někteří z mnoha provozovatelů začali expandovat do dalších částí světa. To se týká například společnosti Ofo. Lokální systémy bikesharingu se pak začaly rozvíjet v Evropě, Spojených státech či Jižní Americe. V některých případech pak došlo i k expanzi mimo původní kontinent - jako v případě společnosti Lime a její expanze do některých evropských měst.

### Principy fungování
Princip veřejného kola je založen na myšlence, že pro část uživatelů je výhodné jízdní kolo nevlastnit, ale používat. Modelovým uživatelem je pak:
- obyvatel vnitřního města, který kolo nemá, protože v bytě se obtížně skladuje a udržuje
- obyvatel z okolí, který přijel do centra bez kola
- turista, který přijel bez kola a chce si prohlédnout město

#### Optimalizace stanicových systémů
Z toho se také odvíjí způsob optimalizace pokrytí daného území, tedy počtu a rozmístění stanic s patřičným počtem volných zámků a kol. Vzdálenosti jednotlivých stanic jsou většinou v rozmezí od 200 do 400 m v centru až po 700 – 1000 m na okrajích měst. Každý model je individuální v rozmístění a počtu půjčoven i designu díky místním podmínkám i rozdílné infrastruktuře, pokrytí MHD. Společná pro všechny typy systémů je však potřeba zabezpečení všech součástí systému proti krádežím a vandalismu.
Cena investice je podle OBIS 2011 na jedno kolo asi 2500-3000 EUR. V roce 2013 společnosti SocialBikes (Spojené státy americké) a Homeport (Česko) deklarovaly cenu investice okolo 1000 EUR/kolo. Samotný provoz v hodnotě cca 10 % ceny investice ročně je ztrátový a proto dotovaný.

#### Roční poplatek za použití ve srovnání s MHD
Srovnání poplatků z několika systémů v Evropě a jednoho z USA (z roku 2017) ukazuje, že poplatek pro uživatele za roční přístup do bikesharingového systému dosahuje přibližně 10% ceny ročního kupónu na MHD.
| Stát           | Město     | MHD    | Sdílení kol | Sdíl. kol vs. MHD |
| -------------- | --------- | ------ | ----------- | ----------------- |
| Velká Británie | Liverpool | 637 £  | 55 £        | 8,63%             |
| Velká Británie | Londýn    | 1320 £ | 90 £        | 6,82%             |
| Velká Británie | Oxford    | 440 £  | 26 £        | 5,91%             |
| Francie        | Paříž     | 840 €  | 29 €        | 3,45%             |
| Francie        | Lyon      | 288 €  | 25 €        | 8,68%             |
| Polsko         | Wroclaw   | 86 zł  | 10 zł       | 11,63%            |
| USA            | New York  | 1392 $ | 155 $       | 11,14%            |

#### Možnosti financování
- veřejné – z městského rozpočtu nebo dotace (např. EU CIVITAS)[21]
- soukromé (placeno formou partnerství veřejného a soukromého sektoru)
  - protislužba – reklamní společnosti zřídí a provozují službu za poskytnutí městského prostoru pro reklamy (JCDecaux, Clear Channel France)
  - sponzor – jako dar pro investici (např. Moskevská banka sponzorovala 2013 "СитиБайк")[22]

### Typy vozidel
Jednotlivé systémy pracují s rozdílným přístupem k výběru vozidel, který vychází ze zvoleného základního typu fungování (stanicový/bezstanicový/...), z místních podmínek v daném městě (vliv počasí, kopcovitost, typy dlažby, kvalita infrastruktury), z cílové skupiny (příjem, sociální status), z očekávané konkurence (jiné systémy, automobilová doprava, MHD) az dalších faktorů. Příkladem značné různorodosti přístupů je odlišnost mezi luxusními (nicméně dražšími a těžšími) elektrokoly využívanými švýcarskou společností Smide a původním principem recyklace starých darovaných jízdních kol, s nímž pracovaly zpočátku pražská Rekola.

## Bikesharingové systémy ve světě
V současnosti na světě existují tisíce měst, v nichž operují přinejmenším stovky různých provozovatelů bikesharingových systémů. Existují jak místní provozovatelé omezení na určité město (často zřizovaní či propojení s místní správou), region či stát, tak také provozovatelé působící ve více státech či na více kontinentech. Jeden provozovatel může přitom v různých městech pracovat s odlišným portfoliem typů dopravních prostředků - zatímco v určitém měste nabízí mechanická jízdní kola a elektrokola, v dalším městě má pouze mechanická kola, či naopak provozuje elektrické koloběžky.
Systémy jsou zařazeny primárně dle země původu, dodatečně u některých mohlo dojít k dalšímu rozšíření.
- Evropa
  - Česko
    - České dráhy
    - Homeport
    - Rekola
    - Nextbike
    - KolemPlzne.cz

  - Francie
    - Vélib
    - dott

  - Německo
    - Nextbike

  - Slovensko
    - ANTIK SmartWay
    - Biele bicykle

  - Švýcarsko
    - Smide

  - Rakousko
    - Wheelz
    - Citybike Wien

  - Itálie
    - Helbiz
- Severní Amerika
  - USA
    - Lime/Jump (Uber)[23]
- Jižní Amerika
  - Argentina
    - EcoBici

  - Brazílie
    - Tembici
    - Yellow

  - Chile
    - Bikesantiago

  - Peru
    - SMOOVE
- Asie
  - Čína
    - Ofo
    - Mobike

## Sdílení kol v Česku

### Provozovatelé bikesharingu
V České republice funguje mnoho provozovatelů bikesharingových systémů, každý provozovatel má jiný systém fungování a je zaměřený na jinou cílovou skupinu. Největší dva bikesharingy jsou k roku 2021 česká Rekola a pobočka německého Nextbike. Rekola provozují téměř 2000 kol v 5 českých městech, Nextbike provozuje téměř 5000 kol v 21 českých městech. Dále zde České dráhy provozují svůj systém ČD Bike určený pro turisty.

#### Nextbike
Nextbike je německá firma, která vyvíjí a provozuje veřejné systémy sdílení jízdních kol, tzv. bikesharing. K roku 2020 provozuje desetitisíce jízdních kol ve více než 200 městech, nacházejících se ve 26 zemích. Od roku 2019 funguje nextbike i v Česku, bikesharing zde provozuje licenční partner Nextbike Czech Republic. Ke květnu 2021 nextbike působí ve 21 českých městech (Beroun, Brno, Frýdek-Místek, Havířov, Hlučín, Hradec Králové, Kladno, Krnov, Mladá Boleslav, Mnichovo Hradiště, Olomouc, Opava, Ostrava, Pardubice, Písek, Praha, Prostějov, Rychnovsko, Říčany, Uherské Hradiště, Zlín). V České republice firma provozuje jak mechanická kola, tak elektrokola (Beroun, Zlín, Mladá Boleslav). Půjčení kol probíhá skrz mobilní aplikaci či zavoláním na zákaznickou linku.

#### ČD Bike (České dráhy)

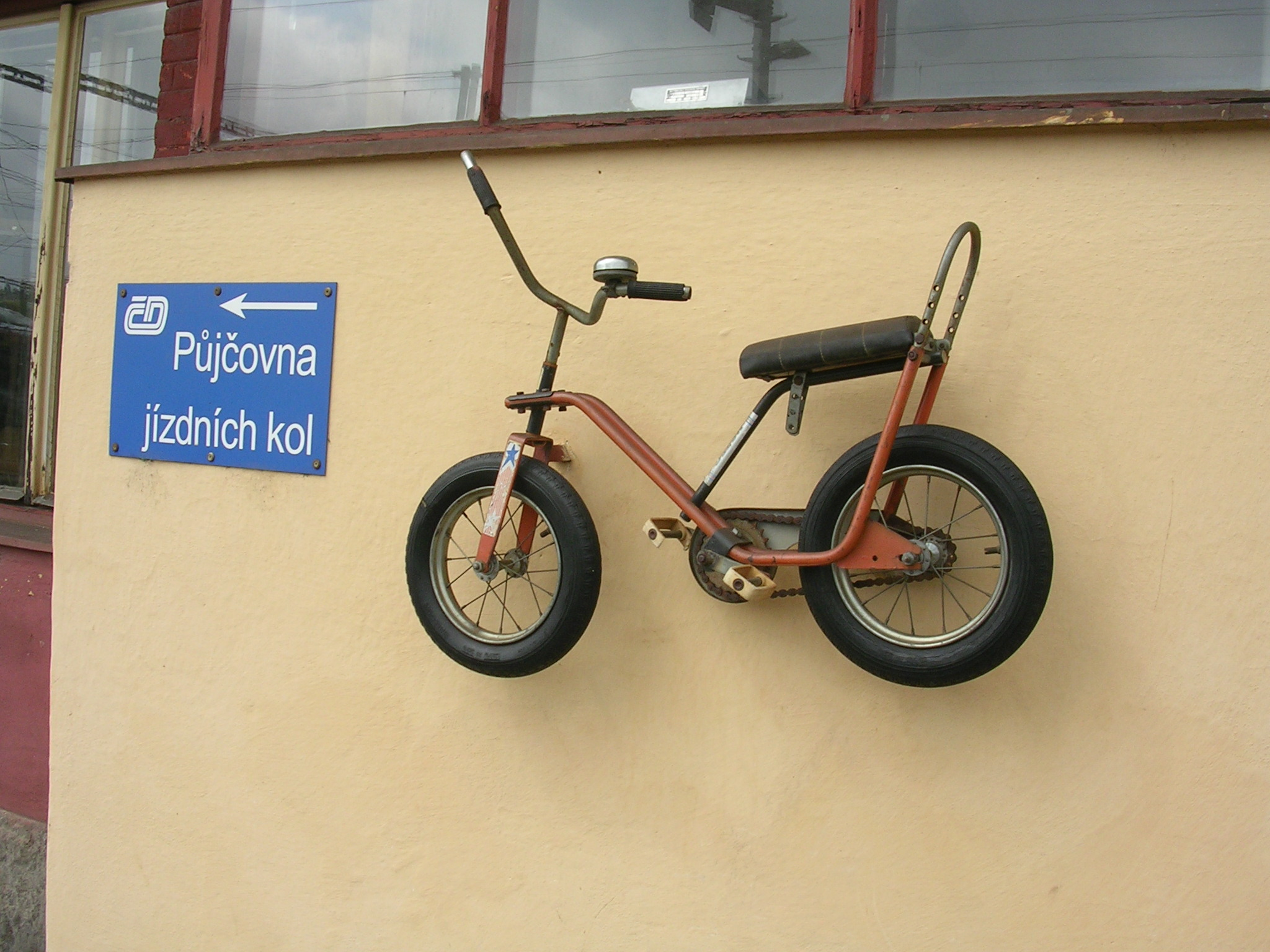
Poutač půjčovny jízdních kol ČD ve Veselí nad Lužnicí

České dráhy a.s. provozují turistické půjčovny ČD Bike od 1. dubna do 31. října na území ČR. První stanice fungují od roku 2003. Jízdní kola si je možno vypůjčit ve vybraných železničních stanicích, který bylo k březnu 2020 celkem 75.
Kola nemají zvláštní design půjčovny, jde o běžná levnější kola dostupná na trhu. Vypůjčená kola je možno vlaky Českých drah na vybraných tratích přepravovat zdarma včetně bezplatné služby úschovy jízdních kol ve vybraných stanicích. Cena denního půjčovného v roce 2020, bez slevy na normální kolo pro dospělého, byla 220 Kč.
V dubnu 2003 otevřely první dvě půjčovny v Jičíně a v Turnově. V roce 2006 byly půjčovny ve 24 stanicích v různých oblastech a služba byla zahrnuta pod značku ČD Bike komplexních služeb pro cykloturisty. V osvědčených oblastech se služba ještě výrazně rozšířila, z některých oblastí (Plzeň, Podkrušnohoří) se však naopak projekt stáhl. V roce 2009 se síť rozšiřovala zejména v Jižních Čechách, přičemž v Českém Krumlově a Lipně nad Vltavou jsou do systému ČD zapojeny soukromé subjekty. V roce 2013 je zapojeno 80 železničních stanic v 9 krajích ČR, největší podíl má Jihočeský, Vysočina a Pardubický kraj. V roce 2014 projekt ČD fungoval se 75 stanicemi. V roce 2016 bylo zapojeno 100 železničních stanic v 13 krajích ČR, největší podíl měl Jihočeský, Vysočina a Pardubický kraj, v roce 2020 75 stanic.

#### Homeport
Česká firma Homeport s.r.o. je dodavatelem bikesharingových systémů. K roku 2019 měl své systémy v mnoha zemích světa, například ve Spojeném království, Francii, Polsku, Saúdské Arábii, Gibraltaru a v roce 2019 provozovala také systém elektrokol Freebike v Praze. Na území České republiky se firma stala prvním provozovatelem bikesharingového systému (původně systém Yello).

#### Rekola

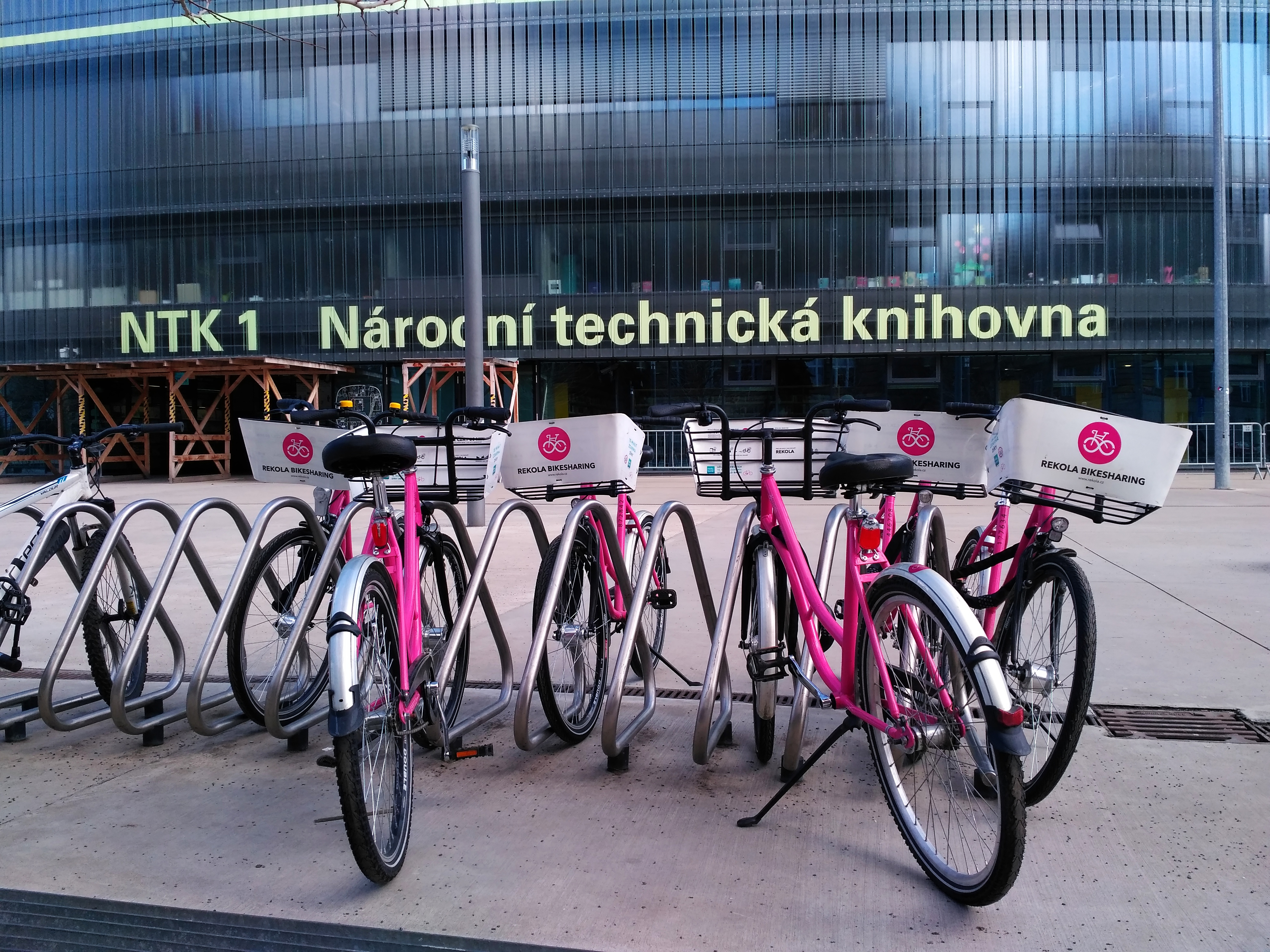
Rekola před Národní technickou knihovnou v Praze

Rekola je projekt bezstanicového sdílení kol, který začal fungovat v roce 2014. Spolek byl prvním subjektem, který provozoval bikesharing v České republice ve více než jednom městě. K roku 2018 fungoval v osmi českých městech (Brno, České Budějovice, Ostrava, Olomouc, Frýdek-Místek, Teplice a Praha). Předtím byl provoz v několika městech ukončen, například v Pardubicích, Hradci Králové, Liberci a na Kladně. V Liberci dříve město plánovalo i provoz elektrokol, které společnost nabízí. Kvůli ceně ale město od projektu odstoupilo. Půjčování funguje pomocí mobilní aplikace, SMS či pomocí webových stránek.

#### Ofo
Ofo byl projekt bezstanicového sdílení kol z Číny, byl ve zkušebním provozu v Praze od října 2017,  po několika měsících ale skončil a firma Ofo se už do Prahy nevrátila. Firma nakonec zbankrotovala i celosvětově a dosud je tak dlužníkem i výrobcům samotných kol.

#### Lime

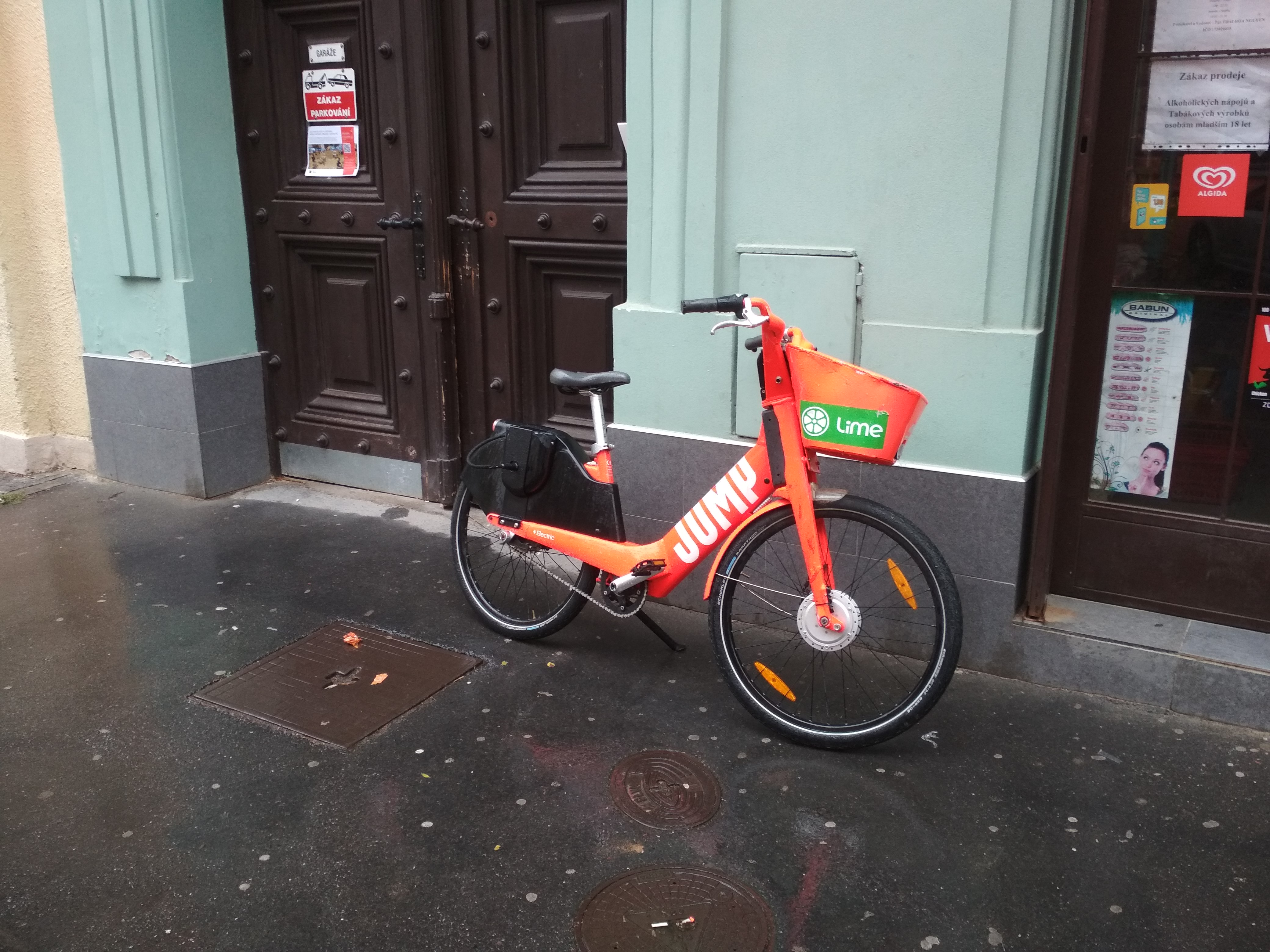
Kolo společnosti Lime/Jump v Praze

V roce 2019 fungovala společnost Lime v Praze pouze jako provozovatel elektrických koloběžek. K ukončení provozu došlo na jaře 2020 kvůli propadu poptávky dané pandemií covidu-19 (stejně jako v dalších státech). Na konci léta se pak Lime do Prahy vrátilo opět jako provozovatel elektrických koloběžek (ve spojení s firmou Jump), v říjnu 2020 došlo i k nasazení elektrokol (upravená typická kola typu Jump). Systém v Praze k říjnu 2020 umožňoval odkládání kol a koloběžek v celé vymezené městské zóně, v rámci níž byla ale doporučena odkládací místa. Na vytížených místech především v historickém centru pak Lime ustanovilo zóny, kde je nemožné koloběžky vrátit a v některých současně funguje omezovač rychlosti na 14 km/h (Královská cesta).[zdroj?]

#### Bolt
12. října 2020 začala v Praze provozovat systém sdílených elektrokol společnost Bolt. Oznámila, že do ulic vypustí v první fázi postupně 600 elektrokol. Firma Bolt přidala svůj bikesharing k již provozované taxislužbě. V Pardubicích, Olomouci a Boskovicích také společnost od roku 2020 provozuje systém sdílených elektrokoloběžek.

#### Kolemplzne.cz
Od roku 2015 jsou v ulicích Plzně červená kola spolku kolemplzne.cz. Jejich počet narostl postupně na 80 a uživatelé udělají 16 tisíc výpůjček za sezonu (březen – listopad). Systém je částečně podporován ze strany města a městských obvodů.

### Praha
K roku 2020 v Praze působily společnosti Rekola, Nextbike (a v lokálním experimentálním režimu také systém firmy Homeport). Vedle toho zde působily také společnosti zajišťující jiné prostředky mikromobility než jizdní kola – především elektrické skútry a elektrické koloběžky (Lime, Re.volt). Na podzim 2020 společnost Lime do Prahy nasadila také elektrokola a začala zde fungovat také elektrokola společnosti Bolt.

#### První pokus v Praze 4
O zavedení systému automatických půjčoven a jeho případném pozdějším zapojení do celoměstského systému rozhodla pražská městská část Praha 4 těsně před komunálními volbami v roce 2006, přičemž roli sehrála i dobrá zkušenost z dvouletého fungování karlínského systému. Podporu projektu „Kola pro čtyřku“ vyslovila Rada městské části Prahy 4 ve svých usneseních ze 14. února 2006 a z 18. října 2007 a odvolávala se na tato usnesení i v usnesení o koncepci volnočasových aktivit z 14. 12. 2007.
Brzy po prvním rozhodnutí v roce 2006 městská část zakoupila asi 100 speciálních jízdních kol s bezdušovými pneumatikami a odolnými přehazovačkami a 80 automatických stojanů za 2,8 milionu Kč, které od té doby leží ve skladu civilní obrany jedné základní školy. Poté se však příprava zadrhla. V listopadu 2007 bylo slibováno, že zahájení 1. dubna 2008 je téměř jisté. V první fázi mělo být ve dvou oblastech Prahy 4 rozmístěno 30 stanovišť. Jednou oblastí měla být pankrácko-budějovická pláň, druhou oblastí vltavské nábřeží v oblasti Podolí a Braníka. Kola a stojany jsou majetkem městské části, provozovatel měl vzejít z veřejné soutěže, roční náklady byly odhadovány na 1 až 2 miliony Kč. Provoz měl být hrazen z půjčovného, dotací městské části a z reklamy na stojanech. Půjčovné mělo být obdobné jako v Karlíně, tedy například 2 Kč za 15 minut.
Výběrové řízení na provozovatele bylo zrušeno, protože se do něj přihlásil jen jediný zájemce a ten nesplnil zadávací podmínky. Rada městské části se rozhodla připravit nové výběrové řízení. Přitom se uvažovalo o expanzi systému do Troje, Prahy 2, Prahy 3 (Žižkov, Vinohrady) či Prahy 11 (Jižní Město).
Projekt byl zastaven a myšlenka na větší pražský systém byla odložena.

#### 2014 – První pokus o celoměstský systém
První vlaštovkou pro systém, který by fungoval ve více městských částech, byla snaha primátora Tomáše Hudečka na začátku roku 2014. Systém měl obsahovat 1000 kol a 150 výpůjčních stojanů. Plánovaný poplatek měl být 500 Kč.Projekt nikdy nepřešel do stádia vytvoření výběrového řízení, vytvořil však podklad pro další tendr.

#### 2016 – Druhý pokus o celoměstský systém: soutěžní dialog
Na konci března 2016 bylo spuštěna výběrové řízení s názvem Zavedení systému veřejného půjčování kol v Praze, který by měl vést k výběru dodavatele a provozovatele pražského bikesharingu. Celá soutěž byla svěřena Dopravnímu podniku hl. m. Prahy (DPP). Zájemci se mohli hlásit do 13. září 2016. Předpokládaná hodnota tendru je 100 milionů korun. Tato hodnota zahrnuje 100 – 120 stanic, minimálně 1 000 jízdních kol a 5 let provozu celého systému. Zadavatel zvolil formu soutěžního dialogu, což je vícefázový formát tendru, během kterého se zadávací dokumentace tvoří na základě rozhovoru s jednotlivými účastníky. Zadavatel tento postup zdůvodňuje specificitou bikesharingu, který se v České republice soutěží poprvé a není s ním velká zkušenost.
Do městského systému veřejného půjčování kol se přihlásily čtyři firmy. Společnost BigBoard se svým projektem Velonet, dále Homeport ve sdružení se společností Eltodo, společnost JCDecaux, která provozala v té době pražský městský mobiliář a Rekola.
Rekola byla vyřazena z tendru, jelikož nesplňovala kvalifikační podmínky. Tato společnost podala v listopadu 2016 stížnost na Úřad pro ochranu hospodářské soutěže pro diskriminační kritéria. ÚOHS jejich žádosti na konci prosince 2016 vyhověl. DPP se proti rozhodnutí odvolal podáním rozkladu. V lednu 2017 probíhalo rozkladové řízení. K roku 2022 k realizaci systému nedošlo.

### Zaniklé projekty
- Praha-Suchdol – svépomocná půjčovna (11 stanic, růžová kola, číselné zámky)[51]

### Ostatní
- Brno – mezikavárenská půjčovna kol (3 stanoviště), v roce 2020 neaktivní[52]
- Karlovy Vary – po dobu filmového festivalu MFFKV (3 stanoviště, pro registrované)[53]
- Ostrava – po dobu festivalu Colors of Ostrava (1 stanoviště, kola z projektu "Kola pro Afriku", záloha)[54]
- Pardubice – spuštěno na začátku roku 2020, provozovatel Nextbike